# トランスフォーマー 復刻版
トランスフォーマー 復刻版はタカラ（合併後はタカラトミー）の玩具シリーズである。同社の看板とも言えるブランド玩具、『トランスフォーマー』における人気旧商品を、パッケージ仕様はそのままに再発したもの。15周年記念でのコンボイ復刻で始まった。
2002年のコレクション開始後は、その統一規格のパッケージに入らないサイズのものが本シリーズ扱いでリリースされるようになった。

## 展開
幸日佐志によれば復刻展開の開始にあたり、現存している金型を探したものの、保管場所がABSパーツの金型と異なるダイキャストパーツの金型が紛失しているということが多かったと述べている。
2000年
- 01：総司令官コンボイ

オリジナルは長期にわたって販売されていたため、バリエーションが存在し、復刻版は最初期の商品の再現として作られている。
ダイキャストパーツの金型は紛失していたため、当時の製品から型を取り新規に製作された。
- C-69：シティコマンダーウルトラマグナス

当時の金型を完全流用。
- C-78：騎士ホットロディマス

日本未発売のターゲットマスター版の金型が回収されており、足首のパーツがダイキャスト製に新造されている。
東宏幸によれば、ウルトラマグナスとホットロディマスは『フィギュア王』誌上で行われた復刻アンケートを基にセレクトしたとのこと。
2001年
- 16-S：破壊大帝メガトロン（完全版）

海外版を踏まえたパッケージに国内のみのブレードも同梱されている。
- 22：航空参謀スタースクリーム
- C-310：総司令官ゴッドジンライ
- C-77：総司令官ロディマスコンボイ

2002年
- 01：総司令官コンボイ（NewYearSpecial）

ダイキャスト製マトリクス、マウスパッド、レーザーライフル、アクションマスターコンボイのアニメカラー版付属。
- D-98：忍者参謀シックスショット

2004年
- D-78：巨重合体兵プレダキング

復刻版とコレクションを一望できる下敷き付属。
2005年
- C-372：総司令官スターコンボイ

パッケージは初代コンボイのそれを踏襲しトレーラー状態で梱包。コンテナ部は銀。メッキ仕様。
- D-62-S：新破壊大帝ガルバトロン

色彩はアニメに準拠しマトリクス付属。音声機構内蔵。
2006年
- TRF-13-S：最高司令官バトルコンボイ

国内版で当時省かれた電飾も完備。メッキ仕様。

## コレクターズエディション
2001年に様々なイベントで限定販売された復刻品。パッケージは特にキャラクター記載の無い統一デザインで、サイバトロン、デストロンの二種パッケージ。これは後にe-HOBBY限定品に使用される。
- 98：警備員アイアンハイド
- 99：看護員ラチェット

e-Hobby限定2体セット。
- 04：戦士ランボル
- 05：保安員アラート

東京ビッグサイト「ワールドキャラクターコンベンション21」＆大阪「トイズランド2001」予約販売2体セット 。
- 23：航空兵スカイワープ
- 24：航空兵サンダークラッカー

幕張メッセ「東京キャラクターショー2001」限定販売2体セット。
- 97：航空兵ダージ

鹿児島「20世紀おもちゃ博」限定販売。
- D-56：航空兵ラムジェット
- D-57：航空兵スラスト

イベント限定販売2体セット。
- 10：救助員インフェルノ
- 47：建築家グラップル

東京ビッグサイト「東京トイフェスティバル」限定販売2体セット。
- 25：戦術家トレイルブレイカー
- 46：補修員ホイスト

東京ビッグサイト「C3 PRE」限定販売2体セット。

## 限定版
玩具復刻と共に様々な媒体、流通経路で販売された限定品。
2000年
- コンボイ・ブラックバージョン（イベント限定）

- コンボイ・ゴールドバージョン（店頭頒布品）

金メッキバージョン。
- シャイニングマグナス（おもちゃ博限定）

クリアイエローを基調とした仕様変更品。
2001年
- ウルトラマグナス・予告編バージョン（イベント限定）

『ムービー』予告編にて登場したカラーリングを再現（『ダイアクロン』時代のカラーリング）。
- C-78B：闇騎士ブラックロディマス
- C-78C：光の騎士クリスタルロディマス（イベント限定）

デストロンに生み出された闇騎士と、パワーアップしたホットロディマスの二体セット。
- メガトロン・ブラックバージョン（e-Hobby限定）

メッキ部もガンメタリックに仕様変更。
- スタースクリーム・ブラックバージョン
- スタースクリーム・ゴーストバージョン（e-Hobby限定）

黒基調と、クリア成型による幽霊状態再現版の二体セット。
- C-310E：ファイヤーガッツゴッドジンライ（e-Hobby限定）

オレンジ基調。『マスターフォース』最終回の状態を再現。
2002年
- 04：戦士ランボル（NewYearSpecial）
- 05：保安員アラート（NewYearSpecial）

前年のコレクターズエディションの再発セット。
- シックスショット・ステルスモード（ハイパーホビー懸賞品）

- シックスショット・シャドゥモード（フィギュア王懸賞品）

黒一色でアニメの回想シーンを踏襲。
2004年
- 善神プライマス（「TFジェネレーションデラックス」懸賞品）

ロディマスコンボイ色替。セイバートロン星の化身にしてユニクロンと対をなす者。
2006年
- 66：シティコマンダーガルバトロンⅡ（e-Hobby限定）

復刻されたものがアニメカラーに変更された為、当時の玩具版の色を基調に､グラビアにあった紋様など細かな仕様変更をしたもの。ユニクロンにパラレルワールドより呼び出された要塞参謀という設定。
- TRF-13-S：バトルコマンダー レーザーウルトラマグナス（e-Hobby限定）

バトルコンボイの仕様変更品。ウルトラマグナスの新たな姿という設定。
2008年
- 64:都市防衛ロボガデプ（e-Hobby限定）

『トランスフォーマーアンコール09　オメガスプリーム』の仕様変更版。

## アメリカ合衆国における展開
アメリカ合衆国でも2002年から2005年までTransformers Commemorative Seriesとして復刻商品が販売された。商標上の都合により、名称が変更された物もある。シールは日本版と共用。
2002年
オプティマス・プライム/Optimus Prime
ウルトラマグナス/Ultra Magnus
ロディマス・メジャー/Rodimus Major（ホットロッド/Hot Rod）
2003年
パワーマスター・オプティマス・プライム&アペックス・アーマー/ Powermaster Optimus Prime with Apex Armor
パートナーがHi-Qからジンライ/Ginraiに変更されている他、ゴッドジンライの金型を使用している為、当時品とは大幅に仕様が異なる。
スタースクリーム/Starscream
オートポッド・ジャズ/Autobot Jazz
シルバーストリーク/Silverstreak（プルーストリーク/Bluestreak）
サンダークラッカー/Thundercracker
レッドアラート/Red Alert
スカイワープ/Skywarp
プロール/Prowl
オートボット・トラックス/Autobot Tracks
インフェルノ/Inferno
ホイスト/Hoist
オートボット・グラップル/Autobot Grapple
スモークスクリーン/Smokescreen
ロディマス・プライム/Rodimus Prime
2004年
ダージ/Dirge
オートボット・スキッズ/Autobot Skids
2005年
サイドスワイプ/SideSwipe
リコシェ&ナイトスティック/Ricochet with Nightstick
元は日本オリジナルアイテムであるステッパー。米国で発売されるのはこれが初。
アストロトレイン/Astrotrain
ハスブロトイショップ限定。白と黒のカラーで販売。こちらの仕様が米国で発売されるのはこれが初。